# ライセンス設計
ライセンス設計（ライセンスせっけい）とはITサービスを設計する際、ソフトウェアライセンスの観点から設計すること。ソフトウェアメーカーから販売されているライセンスには、同じ製品でも様々なライセンスモデルとライセンスプログラムがあり、必要性に応じて適切な選択が求められる。
例えばマイクロソフト社のライセンスプログラムはそのライセンスガイドブックに掲載されているものだけでも26種類あり、ユーザーは一つの製品を使う際に、この26種類から最も適切なライセンスプログラムを選択し、購入する必要がある。各ライセンスプログラムには対象となるユーザーの他、規模やどのような用途で使用するのかによっても使用条件が異なるので注意を要する。設計という言葉ではサーバーを想起さることが多いが、現代においてはクライアント側にも多くのアプリケーションが使われており、クライアント側についても、その導入や契約、ライフサイクル管理含めてライセンス設計を考慮する必要がある。
また昨今ではサーバーとクライアントの仮想化、クラウド系のライセンスやサービス、モバイル系端末の導入やサブスクリプションと言われる非永続型のライセンスも増えており、必要なITサービスに対して、どのライセンスが最も適しているかを正しく設計する必要性が高まっている。もしこのライセンス設計が正しく行われなかった場合、不必要なコストの発生、システム拡張性や展開の制限、使用許諾条件に適合しない使用が発生することがある。また使用許諾条件に適合しない使用を行ってしまった場合、ライセンス権利者や著作権保護団体によるライセンス監査を受けた際に発覚することがあり、経済的、社会的な損失となる可能性がある。
このライセンス設計を行うライセンス コンサルティングという業務またそれを実行するライセンス コンサルタントという職種は欧米では急速に増えているが、日本とアジアにおいてはまだ非常に限られている。